# Charles Boyle, 4. hrabě z Orrery
Charles Boyle, 4. hrabě z Orrery (Charles Boyle, 4th Earl of Orrery, 4th Baron Boyle of Broghill, 1st Baron Boyle of Marston) (28. července 1674 Londýn – 28. srpna 1731 Londýn) byl britský generál a diplomat ze šlechtického rodu Boylů. Za války o španělské dědictví dosáhl hodnosti generála, působil také v několika evropských zemích jako diplomat. Jako stoupenec toryů ztratil po nástupu Jiřího I. vliv, později byl i vězněn pro podezření z účasti na protistátním spiknutí. Jeho bratranec Henry Boyle, 1. baron Carleton (1669–1725) byl britským ministrem financí a zahraničí, další bratranec Richard Boyle, 2. vikomt Shannon (1675–1740), byl též úspěšným vojevůdcem války o španělské dědictví a později byl vrchním velitelem v Irsku.

## Kariéra
Narodil se v Londýně jako mladší syn 2. hraběte z Orrery, po matce byl spřízněn s rodem hrabat z Dorsetu. V letech 1685–1686 podnikl kavalírskou cestu po Francii a Nizozemí, poté studoval v Oxfordu, kde vynikl svým nadáním. V letech 1695–1699 byl poslancem irského parlamentu, zároveň začal zastávat nižší státní úřady, v letech 1701–1705 byl členem Dolní sněmovny, kde se připojil k toryům. V roce 1703 po starším bratrovi Lionelovi zdědil titul hraběte z Orrery (platný pouze pro Irsko) a v roce 1704 získal Řád bodláku.
Za války o španělské dědictví se uplatnil v armádě a diplomacii, dosáhl hodností brigádního generála (1708) a generálmajora (1710). Po roce 1710 byl jedním ze spojeneckých guvernérů v Belgii, v roce 1711 byl britským zplnomocněncem na konferenci v Bruselu, v letech 1711–1713 byl vyslancem v Haagu. V roce 1711 byl jmenován členem Tajné rady a získal titul barona Marstona, s nímž vstoupil do britské Sněmovny lordů. Další hodnosti získal po nástupu hannoverské dynastie, kdy se stal komořím Jiřího I. (1714–1716) a lordem-místodržitelem v Somersetu (1714–1715). Jako představitel toryů byl však krátce poté zbaven svého postavení a v roce 1722 byl půl roku vězněn v Toweru pro podezření z účasti na jakobitském spiknutí.
Mimo jiné byl spisovatelem, napsal jednu divadelní hru, překládal antickou literaturu, podporoval exaktní vědy a od roku 1706 byl členem Královské společnosti. Svou knihovnu a sbírku vědeckých přístrojů odkázal oxfordské univerzitě.
Jeho manželkou byla Elizabeth Cecil (1680–1708), dcera 5. hraběte z Exeteru. Jejich jediný syn John (1706–1762) byl po otci 5. hrabětem z Orrery a po starší větvi navíc v roce 1753 zdědil titul hraběte z Corku.